# آموس بارتولوميو
آموس بارتولوميو (26 مايو 1825 - 4 نوفمبر 1907) (بالإنجليزية: Amos Bartholomew)‏ هو لاعب كريكت بريطاني.

## وصلات خارجية
- آموس بارتولوميو على موقع إي آس بي آن كريك إنفو (الإنجليزية)